# Greta Garbo
Greta Garbo, született Greta Lovisa Gustafsson, (Stockholm, 1905. szeptember 18. – New York, 1990. április 15.) svéd színésznő. A filmtörténet egyik legérdekesebb alakja, akinek méltóságteljes, melankolikus magatartása nemcsak a filmvásznon kreált mítosz része, de jellemének egyik legfontosabb vonása is volt.

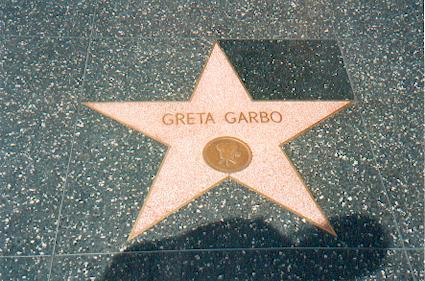
Csillaga a Walk of Fame-en

## Élete
Ő volt a legfiatalabb a testvérei közül, egy nővére és egy bátyja volt. 14 éves korában édesapja halála miatt ott kellett hagynia az iskolát és dolgoznia kellett, egy fodrászatban kapott kisegítői állást. Később egy stockholmi áruházban eladóként dolgozott, ahol felfigyeltek szépségére és fátyolos, mély hangjára: hamarosan feltűnt az áruház katalógusaiban, hirdetéseiben is annak termékeket reklámozva. 1922-ben egy Erik Arthur Petschler nevű férfi szerepet ajánlott neki a Peter The Tramp c. vígjátékban, ez volt első szerepe. 1922-24-ig tanult a Royal Dramatic Theatre-nél, itt találkozott Mauritz Stiller igazgatóval, és ő adta neki a Garbo művésznevet, állítólag Bethlen Gábor erdélyi fejedelem után. Közös filmjük, a Gosta Berlin sztárrá avatta Garbót. A német film nagysága, George Wilhelm Pabst hívta Németországba a Bánatos utca főszerepére.
1925-ben a Metro-Goldwyn-Mayer Hollywoodba hívta Stillert, akinek sikerült kialkudnia, hogy Garbót is szerződtessék. Első némafilmje készítésekor a színésznő még alig beszélt angolul. Ám első hangosfilmje, az Anna Christie – amelyben egy cinikus, gyönyörű exprostituáltat játszott – után már Oscarra jelölték. Viszonylag rövid pályafutása izgalmas szerepekkel teli. Tragikus asszonysorsokat ábrázolt, többek között Anna Kareninát (néma és hangos változatban is), Mata Harit, a kémnőt, Camille-t, a párizsi kurtizánt, a Grand Hotel szomorú balerináját, és az európai történelem titokzatos figuráját, Krisztina királynőt. Ernst Lubitsch, a hollywoodi vígjáték királya sikeresen módosított Garbo imázsán, a Ninocskában azt a folyamatot ábrázolta, hogyan válik a fegyelmezett komisszárnőből az élet örömeit élvező asszonnyá. Garbo ebben a filmben nevetett először. A film forgatókönyvét Lengyel Menyhért írta.
1931-ben találkozott Mercedes de Acostával, akivel állítólag viszonyt folytatott. Sok verset írt neki Mercedes, kapcsolatuk végül véget ért, amikor De Acosta a leszbikus ügyeiről írt önéletrajzában. Az 1939-ben Hollywoodban letelepedő Tamara de Lempicka emigráns lengyel festőre is nagy hatással volt ezekben az években.
Szerencsétlen fordulat, hogy két év kihagyás után az MGM durva imázsváltó szándékának köszönhetően, A kétarcú nő (1941), egy félresikerült George Cukor-vígjáték teljesen lerombolta Garbo imázsát. Ez lett hattyúdala. Sosem készített színes filmet. Visszavonulása a filmkészítéstől eleinte nem tűnt véglegesnek, időről időre felröppentek tervek, egy Cseresznyéskert-adaptáció lehetősége Alexander Kordával fellelkesítette a színésznőt.
A második világháború alatt William Stephenson kémszervezetének tagja volt. Svédországban kihasználva ismeretségeit embereket szervezett be.
1953-ban vett egy hétszobás lakást New Yorkban az East 52nd Streeten, naponta több kilométeres sétákat tett. Baráti köre leszűkült, egy fiatal műkereskedővel telefonkapcsolatot tartott fenn, továbbá távoli óceánok szigetein, a francia Riviérán, Svájcban és Olaszországban pihent Cécile de Rothschild bárónővel vagy Arisztotélisz Onászisszal. „Egyedül akarok lenni” (I want to be alone) – mondta a Grand Hotelben (1932). Kívánsága beteljesedett. Utolsó éveiben kis számú baráti kapcsolatát is megszakította és teljes magányban élt.
1990. április 15-én halt meg tüdőgyulladásban egy New York-i kórházban. Halála után a leszbikus írónőhöz, Mercedes De Acostához – Marlene Dietrich szeretőjéhez – írott szerelmes leveleit egy philadelphiai múzeumban állították ki. Hamvait szülőhelyén temették el. A Hollywood Walk of Fame-en neki is van saját csillaga.

## Filmográfia
| Év   | Magyar cím                    | Eredeti cím                            | Szerep                          | Megjegyzés                                                                    |
| ---- | ----------------------------- | -------------------------------------- | ------------------------------- | ----------------------------------------------------------------------------- |
| 2001 | Garbo titokzatos világa       | Greta Garbo - Berättelsen bakom breven |                                 | TV film, szereplő                                                             |
| 1964 | Az MGM nagy vígjáték-parádéja | The Big Parade of Comedy               |                                 | archív felvételről                                                            |
| 1941 | A kétarcú nő                  | Two-Faced Woman                        | Karin Borg Blake/Katherine Borg |                                                                               |
| 1939 | Ninocska                      | Ninotchka                              | Ninocska                        | A filmet 1942-ben Oscar-díjra jelölték. Forgatókönyvét Lengyel Menyhért írta. |
| 1937 | Walewska grófnő               | Conquest                               | Marie Walewska grófnő           |                                                                               |
| 1936 | A kaméliás hölgy              | Camille                                | Marguerite Gautier              |                                                                               |
| 1935 | Anna Karenina                 | Anna Karenina                          | Anna Karenina                   |                                                                               |
| 1934 | Színes fátyol                 | The Painted Veil                       | Katrin Koerber Fane             |                                                                               |
| 1933 | Krisztina királynő            | Queen Christina                        | Krisztina királynő              |                                                                               |
| 1932 | Grand Hotel                   | Grand Hotel                            | Grusinskaya                     |                                                                               |
| 1931 | Mata Hari                     | Mata Hari                              | Mata Hari                       |                                                                               |
| 1930 | Anna Christie                 | Anna Christie                          | Anna Christie                   | Oscar-díj (1930) - Legjobb női alakítás jelölés                               |
| 1926 | Az asszony és az ördög        | Flesh and the Devil                    | Felicitas                       |                                                                               |
| 1925 | Bánatos utca                  | Die Freudlose Gasse                    | Greta                           |                                                                               |
| 1924 | Gösta Berling                 | Gösta Berling Saga                     | Elizabeth Dohna grófnő          |                                                                               |

## Díjak
- 1954 Academy Award
- 1955 életmű-Oscar feledhetetlen színjátszásáért